# Avento

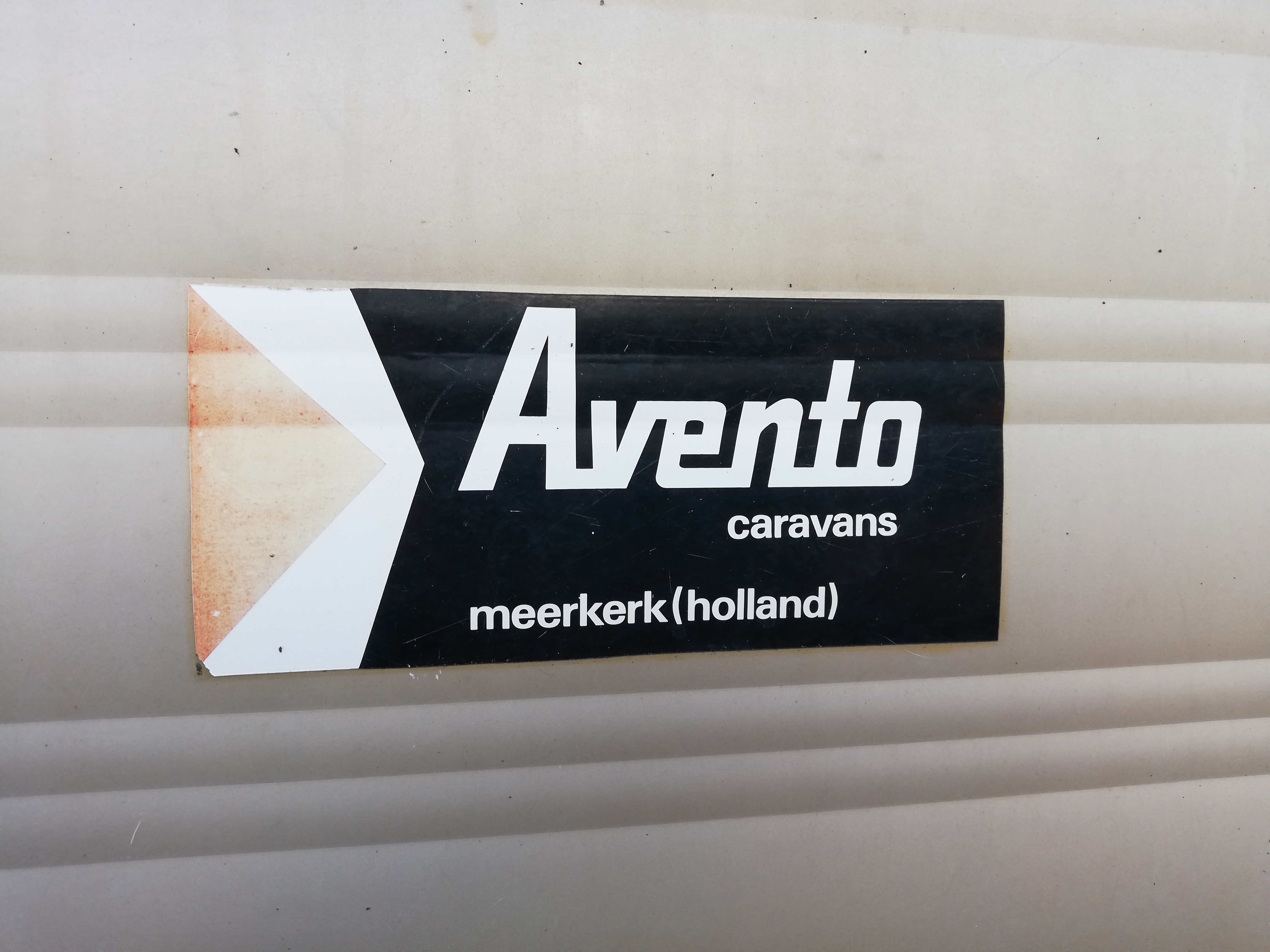
Sticker van Avento caravans Meerkerk.

Avento is een Nederlands merk van caravans die van 1964 tot 2010 werden gebouwd.

## Geschiedenis
In 1964 begon Caravanbouw Van der Hagen met de kleinschalige productie van caravans in Meerkerk. De caravans werden verkocht door Schreuders Sport in Leerdam dat voor diverse artikelen de merknaam Avento gebruikt. Toen Van der Hagen later zelf de caravanverkoop ter hand nam, bleef de naam Avento bestaan. De productie groeide van 100 exemplaren in 1970 naar 600 in 1978.

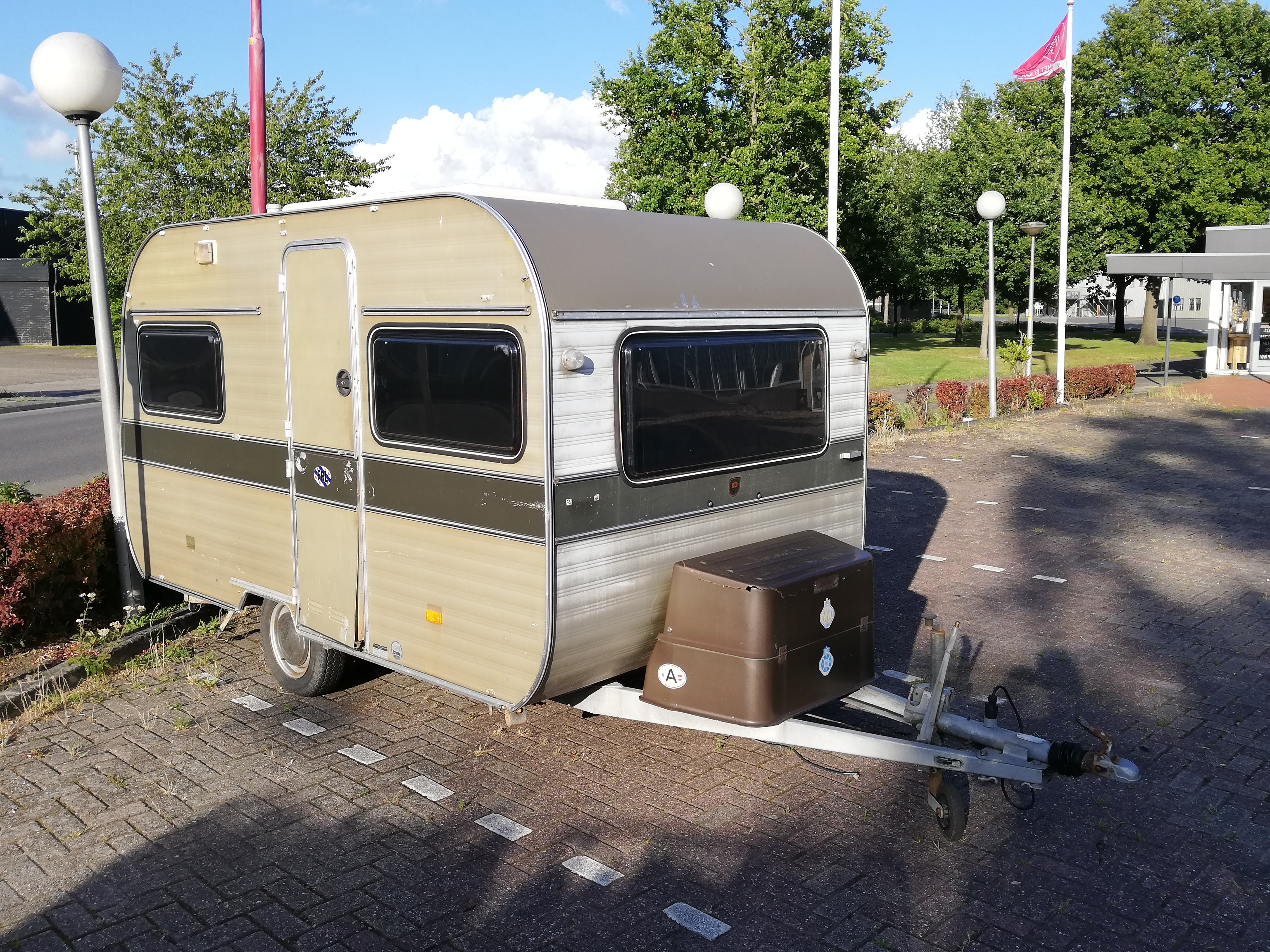
Avento Moyenne H335 uit 1978. De kleur brons was tegen meerprijs leverbaar.

In 1998 bracht Avento een Engels getinte caravan op de markt, de Cottage. Op 24 maart 1999 vroeg Caravanbouw Van der Hagen faillissement aan en op 14 april besloten de curator en de bank om Avento toe te laten treden tot de investeringsgroep H2 Equity Partners. Op 3 mei 1999 nam H2 de boedel over en bracht de Avento-productie onder bij Kip Caravans in Hoogeveen. Voor de Cottage en de Master-range was geen plaats meer.
De wisseling startte met een voorzichtige modelpolitiek, tot in de zomer van
2004 de Gran Turismo verscheen: qua kleurstelling herkenbaar als een Avento maar verder in alle opzichten nieuw en gedurfd. Het ontwerp van Kooymans D-Sign verbaasde iedereen en in 2005 werd de ‘GT’ prompt ‘Caravan van het Jaar’.
In 2001 bracht H2 (waar onder andere ook Chateau Caravans onderdeel van was) haar caravanbelangen onder in de Tirus Group uit Oirschot. Tirus was eigendom van een aantal particulieren en had ook de zakenbanken Fortis en UBS als aandeelhouders.
Na het faillissement van Tirus in 2007 maakte Kip een zelfstandige doorstart maar ging in 2010 opnieuw failliet waarop de productie van Avento-caravans werd gestaakt. Een latere herintroductie bleef achterwege.